# Galerucella rubi
Galerucella rubi là một loài bọ cánh cứng trong họ Chrysomelidae. Loài này được Tamanuki miêu tả khoa học năm 1938.